# رابرت هگلین
رابرت هگلین (۵ مه ۱۹۰۷–۲۲ نوامبر ۱۹۶۹) پزشک سوئیسی بود که به توصیف ناهنجاری می هگلین پرداخت. هگلین همچنین برای خاطرات خود در طول جنگ جهانی دوم که توصیف نسل‌کشی یهودیان از سوی آینزاتسگروپنِ آلمانی و همکارانش در بالتیک است، شهرت دارد. وی در یک مأموریت بشردوستانه صلیب سرخ سوئیس در ریگا، داگاوپیلز و اسکوفوف شرکت کرده بود.